# Misura di Jordan
In matematica, la misura di Peano-Jordan è un'estensione della nozione di dimensione (lunghezza, area, volume) di figure più complesse, per esempio, di un triangolo, disco, o un parallelepipedo.
Risulta che un insieme per essere misurabile secondo Jordan deve essere "a buon comportamento" (dall'inglese well-behaved) in un certo senso restrittivo. Per questa ragione, è più comune lavorare con la misura di Lebesgue, che è un'estensione della misura di Peano-Jordan in una più ampia classe di insiemi. Storicamente parlando, anche se è nata prima la misura di Jordan verso la fine del XIX secolo, si preferisce utilizzare quelle che sono misure che risultano essere più precise rispetto a quest'ultima.
La misura di Peano-Jordan prende il nome dai suoi autori, il matematico francese Camille Jordan, e il matematico italiano Giuseppe Peano.

## Misura di Jordan per "insiemi semplici"

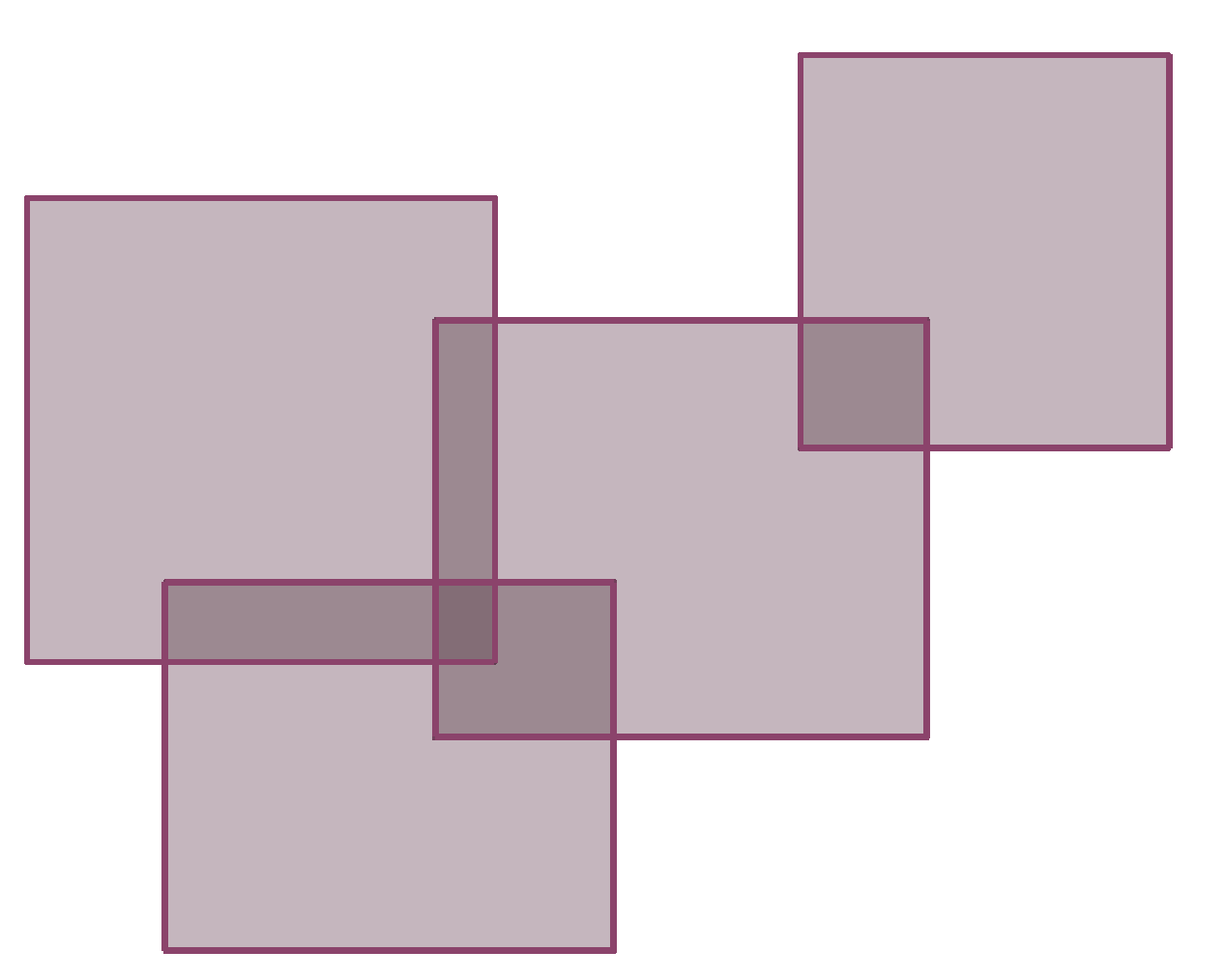
Un insieme semplice è, per definizione, una unione di rettangoli (eventualmente intersecati)

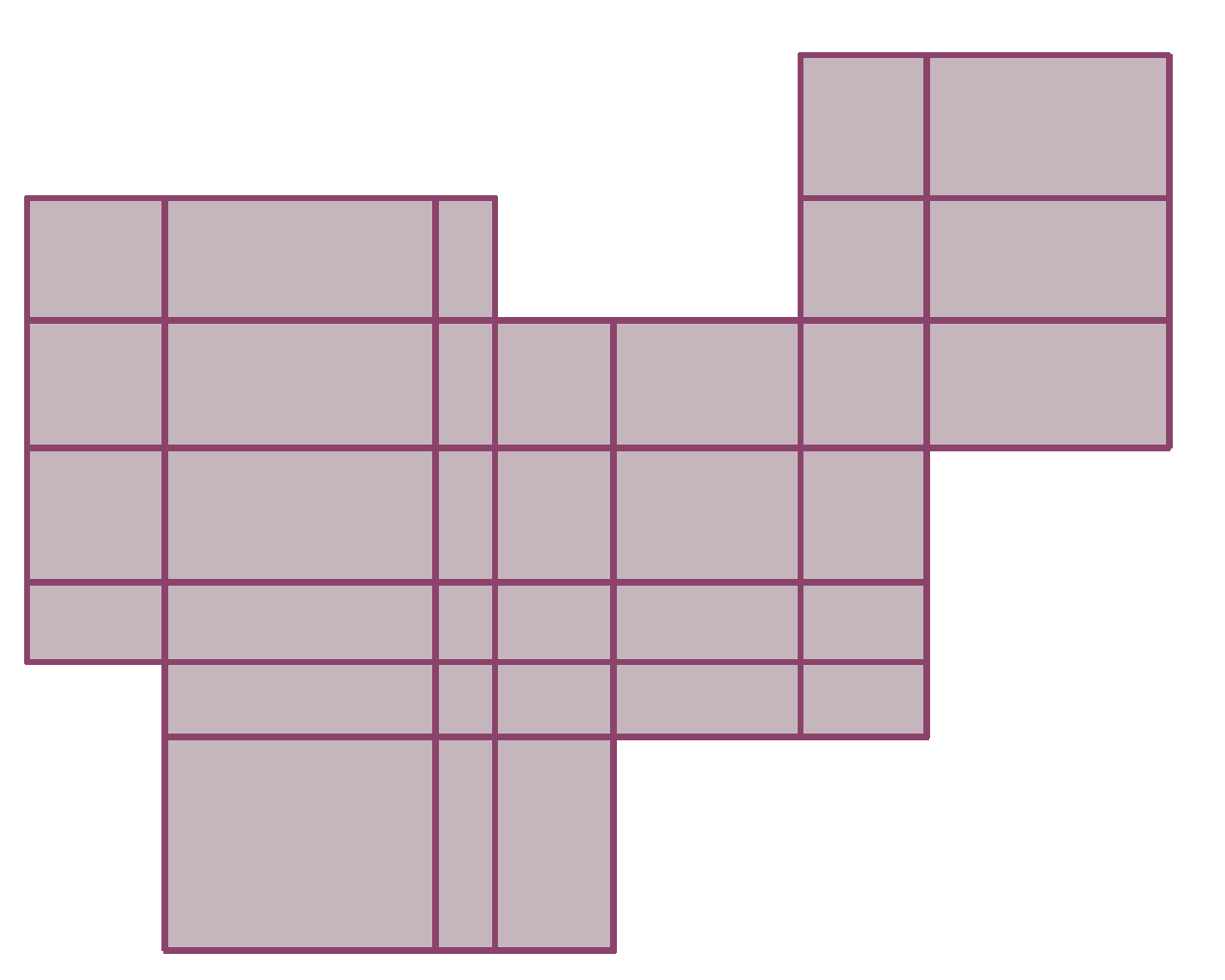
L'insieme semplice suddiviso in un'unione di rettangoli non intersecati.

Consideriamo lo spazio euclideo Rn. Consideriamo il prodotto di insiemi limitati: 
{\displaystyle C=[a_{1},b_{1})\times [a_{2},b_{2})\times \cdots \times [a_{n},b_{n})}
che sono chiusi a sinistra e aperti a destra (lavorare con intervalli semiaperti è una scelta tecnica; come vedremo più avanti, si possono usare sia insiemi sia aperti sia chiusi). Tale insieme sarà chiamato rettangolo N-dimensionale, o più semplicemente N-rettangolo. Si definisce misura di Jordan di tale rettangolo il prodotto della lunghezza dei seguenti intervalli: 
{\displaystyle m(C)=(b_{1}-a_{1})(b_{2}-a_{2})\cdots (b_{n}-a_{n}).}
Consideriamo, ora, i cosiddetti insiemi semplici, talvolta chiamati polirettangoli, che sono una unione finita di rettangoli,
{\displaystyle S=C_{1}\cup C_{2}\cup \cdots \cup C_{k}}
per ogni k≥ 1.
Non si può definire la misura di Jordan di S come semplice somma delle misure dei singoli rettangoli, perché una tale rappresentazione di S è ben lontana dall'essere unica, e ci potrebbero essere significative intersezioni tra i rettangoli.
Fortunatamente, ogni insieme S di questo tipo può essere riscritto come unione di un'altra famiglia di rettangoli, rettangoli che questa volta sono mutuamente separati, e si definisce la misura di Jordan m(S) la somma delle misure di tali rettangoli separati.
Si può dimostrare che questa definizione della misura di Jordan di S è indipendente dalla rappresentazione di S come un'unione finita di rettangoli separati. È nella "riscrittura" che si usa l'ipotesi che i rettangoli siano formati da intervalli semi-aperti.

## Estensione a insiemi più complessi

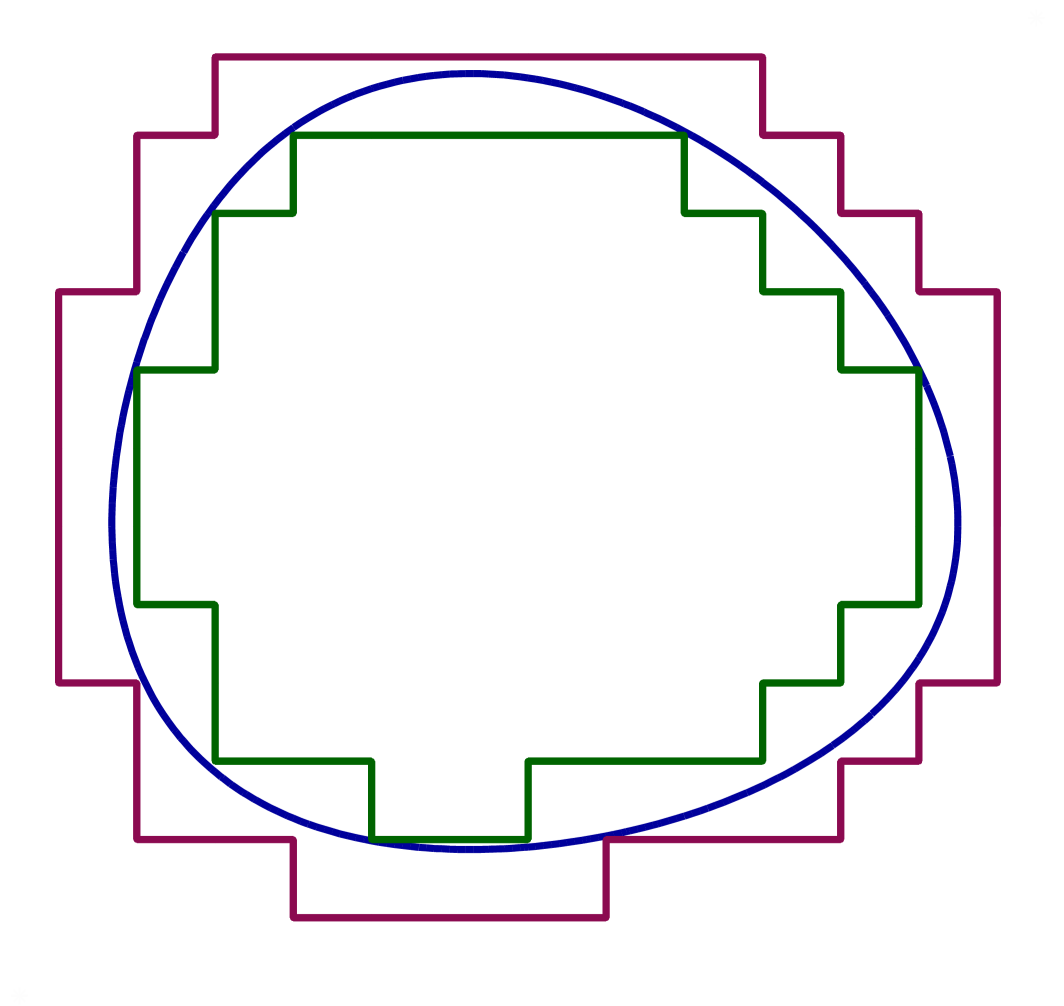
Un insieme (rappresentato in figura dalla regione interna alla curva blu) è misurabile secondo Jordan se e solo se può essere ben-approssimato dall'interno all'esterno da insiemi semplici (le loro frontiere sono mostrate, rispettivamente, in verde scuro ed in rosa scuro).

Si noti che un insieme il quale è prodotto di intervalli chiusi,
{\displaystyle [a_{1},b_{1}]\times [a_{2},b_{2}]\times \cdots \times [a_{n},b_{n}]}
non è un insieme semplice, così come neppure una sfera lo è. Quindi, per ora l'insieme degli insiemi misurabili secondo Jordan è ancora molto limitato. Il passo chiave è quindi definire che un insieme limitato è misurabile secondo Jordan se è "ben-approssimato" da insiemi semplici, esattamente allo stesso modo di una funzione che è integrabile secondo Riemann se è ben-approssimata da funzioni costanti a tratti.
Formalmente, per un insieme limitato B, definire la sua misura interna di Jordan come
{\displaystyle m_{*}(B)=\sup _{S\subset B}m(S)}
e la sua misura esterna come 
{\displaystyle m^{*}(B)=\inf _{S\supset B}m(S)}
dove l'estremo inferiore e superiore sono presi sugli insiemi semplici S. L'insieme B si dice misurabile secondo Jordan se la misura interna di B è uguale alla misura esterna. Il valore delle due misure, dunque, è semplicemente chiamato "la misura di Jordan di B".
Risulta che tutti i rettangoli (aperti o chiusi), sfere, simplessi, etc..., sono misurabili secondo Jordan. Inoltre, se si considerano due funzioni continue, l'insieme dei punti dei grafici delle due funzioni è anch'esso misurabile secondo Jordan fintanto che tale insieme è limitato ed il dominio comune delle due funzioni è misurabile secondo Jordan. Tutte le unioni finite e le intersezioni di insiemi misurabili sono anch'esse misurabili secondo Jordan, come la differenza di due insiemi misurabili qualsiasi. Un insieme compatto non è necessariamente misurabile. Per esempio, l'insieme di Smith-Volterra-Cantor non lo è. La sua misura interna cessa di esistere, quando il suo complementare è denso; comunque, la sua misura esterna non cessa di esistere, dato che non può essere inferiore (infatti, è uguale) alla sua misura di Lebesgue. Inoltre, un insieme aperto e limitato non è necessariamente misurabile. Per esempio, il complementare dell'insieme di Cantor non lo è. Un insieme limitato è misurabile secondo Jordan se e solo se la sua funzione indicatrice è integrabile secondo Riemann.
Equivalentemente, per un insieme limitato B la misura interna di tale insieme è la misura di Lebesgue dell'interno di B e la misura esterna è la misura di Lebesgue della chiusura.
Da ciò segue che un insieme limitato è misurabile secondo Jordan se e solo se la frontiera ha misura di Lebesgue nulla (O equivalentemente, se la frontiera ha misura di Jordan nulla; l'equivalenza vale grazie alla compattezza della frontiera).

## La misura di Lebesgue
Quest'ultima proprietà limita grandemente il tipo di insiemi che sono misurabili secondo Jordan. Per esempio, l'insieme dei numeri razionali contenuti nell'intervallo [0,1] non è misurabile secondo Jordan, dato che la frontiera è [0,1] che non ha misura nulla. Intuitivamente, l'insieme dei numeri razionali è un insieme "piccolo", dato che è numerabile, e dovrebbe avere "dimensione" zero. Questo è vero solo se si sostituisce la misura di Jordan con la misura di Lebesgue. La misura di Lebesgue di un insieme è la medesima di quella di Jordan finché l'insieme ammette una misura di Jordan. Inoltre, la misura di Lebesgue è definita per una classe più ampia di insiemi, come l'insieme dei numeri razionali sopra menzionato, e in più per tutti gli insiemi che potrebbero essere illimitati o frattali. La misura di Lebesgue, al contrario di quella di Jordan, è una vera misura, nel senso che ogni unione numerabile di insiemi misurabili secondo Lebesgue è misurabile secondo Lebesgue, mentre non vale il medesimo discorso per la misura di Jordan.